# Німецька ромашка булавоподібна
Німецька ромашка булавоподібна, анацикл булавовидний (Anacyclus clavatus) — вид квіткових рослин родини айстрові (Asteraceae).

## Опис
Це однорічна рослина. Стебла до 60 см, прості або гіллясті. Зазвичай волохате листя 2–3 рази перисте. Суцвіття ромашкоподібної форми. Головки мають діаметр (без променів квіток) від 15 до 20 мм. Квіти та фрукти з березня по травень (з вересня по листопад).

## Поширення
Рідний діапазон: Південна Європа, Північна Африка, Західна Азія — Алжир, Франція, Хорватія, Греція, Іспанія, Італія, Югославія Колишній, Лівія, Португалія, Марокко, Мальта, Туніс, Туреччина. Натуралізований: Бельгія, Люксембург, Чехія, Німеччина, Швейцарія, Ліван, Сирія, Норвегія, Польща, Україна.
Росте в світлих лісах в районі Середземномор'я, на луках і на пляжах Середземномор'я з піску і гравію. Рідко використовується як декоративна рослина.

## Галерея

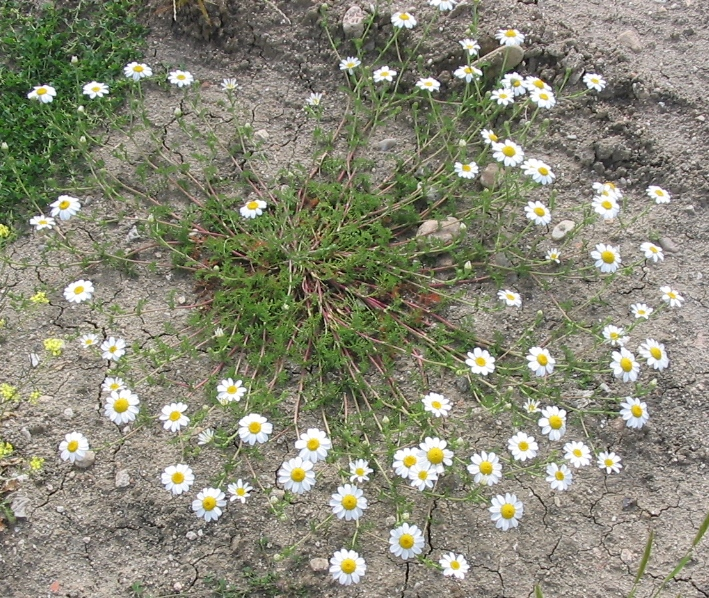
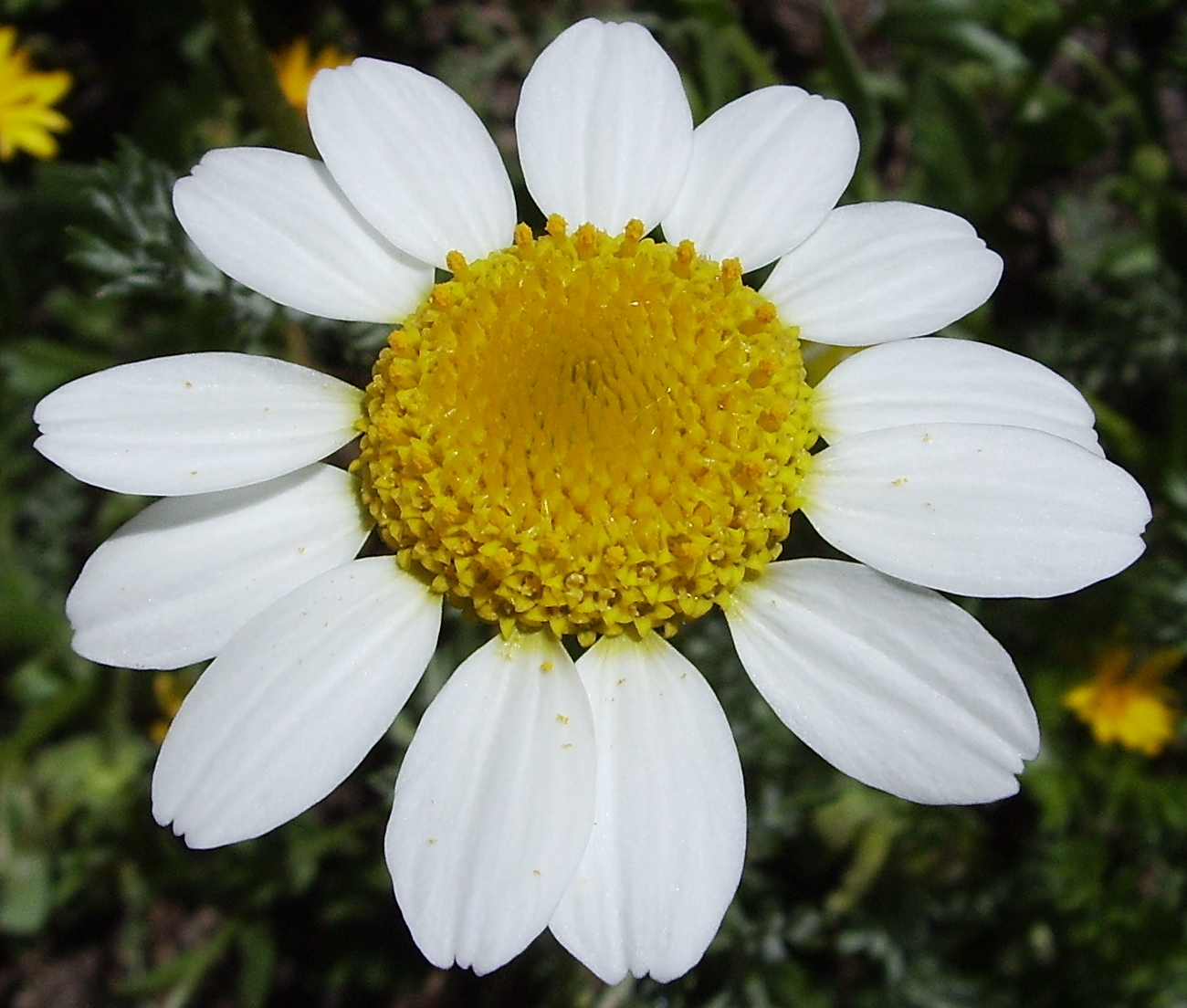

|  | Це незавершена стаття про айстрові. Ви можете допомогти проєкту, виправивши або дописавши її. |